# Tipton (Oklahoma)
Tipton é uma cidade  localizada no estado norte-americano de Oklahoma, no Condado de Tillman.

## Demografia
Segundo o censo norte-americano de 2000, a sua população era de 916 habitantes.
Em 2006, foi estimada uma população de 842, um decréscimo de 74 (-8.1%).

## Geografia
De acordo com o United States Census Bureau tem uma área de
1,7 km², dos quais 1,7 km² cobertos por terra e 0,0 km² cobertos por água. Tipton localiza-se a aproximadamente 394 m acima do nível do mar.

## Localidades na vizinhança
O diagrama seguinte representa as localidades num raio de 24 km ao redor de Tipton.